# Marco Angeler
Marco Angeler (* 28. Jänner 1989 in Neunkirchen) ist ein ehemaliger österreichischer Fußballspieler und heutiger Fußballtrainer.

## Karriere

### Als Spieler
Angeler begann seine Karriere beim SV Schauerberg. 1999 wechselte er in die Jugend des SK Rapid Wien, bei dem er später auch in der Akademie spielte. In der Winterpause der Saison 2007/08 wechselte er zum viertklassigen 1. SC Sollenau. Sein Debüt für Sollenau in der Landesliga gab er im Februar 2008, als er am 16. Spieltag jener Saison gegen den SC Retz in der 90. Minute für Daniel Tometschek eingewechselt wurde. Seinen ersten Treffer in der vierthöchsten Spielklasse erzielte er im Juni 2008 bei einer 4:1-Niederlage gegen den SV Haitzendorf. Mit Sollenau stieg er 2010 in die Regionalliga auf. In der Aufstiegssaison 2009/10 kam er zu zwölf Einsätzen, in denen er zwei Tore erzielte.
Sein erstes Spiel in der Regionalliga absolvierte Angeler im August 2010, als er gegen den SV Horn in der 82. Minute für Fabian Samec ins Spiel gebracht wurde. Im September 2011 erzielte er bei einem 4:3-Sieg gegen die Amateure des FK Austria Wien sein erstes Tor in der Regionalliga.
Zur Saison 2013/14 wechselte er zum Bundesligisten SC Wiener Neustadt. Sein einziges Spiel in der Bundesliga absolvierte er im August 2013, als er am fünften Spieltag jener Saison gegen den FK Austria Wien in der Startelf stand und in der 71. Minute durch Kristijan Dobras ersetzt wurde. Im Juli 2014 löste er seinen Vertrag bei Wiener Neustadt auf und wechselte zum fünftklassigen ASK Eggendorf.
Nach einer Saison bei Eggendorf schloss Angeler sich im Sommer 2015 dem sechstklassigen SV Gloggnitz an. Nach der Saison 2015/16 verließ er Gloggnitz, sein letztes Spiel für den Verein hatte er im April 2016 absolviert. Im Jänner 2017 hinterlegte er seinen Spielerpass beim SV Grimmenstein, für den er jedoch nicht zum Einsatz kam.

### Als Trainer
Ab Oktober 2018 fungierte Angeler als Athletiktrainer des Bundesligisten FC Admira Wacker Mödling. Mit November 2019 wechselte er zum Ligakonkurrenten FK Austria Wien. Zur Saison 2020/21 wechselte er gemeinsam mit Austria-Trainer Christian Ilzer zum SK Sturm Graz. Zu Beginn des Jahres 2025 wechselte Angeler nach Deutschland zur TSG 1899 Hoffenheim und folgte damit erneut Trainer Christian Ilzer.